# Brusilia
Das Brusilia ist ein Wohnturm in der Nähe des Josaphatparks in Schaerbeek, einer Gemeinde der belgischen Hauptstadt Brüssel. Es ist eines der höchsten Gebäude in Belgien.
Der Turm wurde vom Architekten Jacques Cuisinier 1967 entworfen. Am 16. November 1967 wurden die Baupläne genehmigt. Der erste Spatenstich folgte am 17. September 1969, die eigentlichen Bauarbeiten begannen jedoch erst 1970 und wurden im Jahr 1974 vollendet. Ursprünglich war ein Komplex aus drei, jeweils 100 Meter hohen Türmen geplant, die zusammen einen Kreis bilden sollten. Schlussendlich wurde aber nur ein Turm gebaut. Brusilia hat 39 Etagen, drei davon befinden sich jedoch unterirdisch. Es ist das höchste Gebäude in Schaerbeek und nach dem Up-site das zweithöchste Wohngebäude in Brüssel. Unter den höchsten Wohngebäuden in ganz Belgien befindet es sich auf Rang drei, nach dem Up-site in Brüssel und dem Europacentrum in Ostende.
Die Brusilia wurde auf dem Gelände des ehemaligen Sportpaleis Schaerbeek gebaut, wo bis 1965 das Zesdaagse van Brussel-Rennen organisiert wurde. Dieses Gebäude wurde Anfang 1967 abgerissen.